# Oxalis creaseyi
Oxalis creaseyi är en harsyreväxtart som beskrevs av Salter. Oxalis creaseyi ingår i släktet oxalisar, och familjen harsyreväxter. Inga underarter finns listade i Catalogue of Life.